# Jutta Hering-Winckler

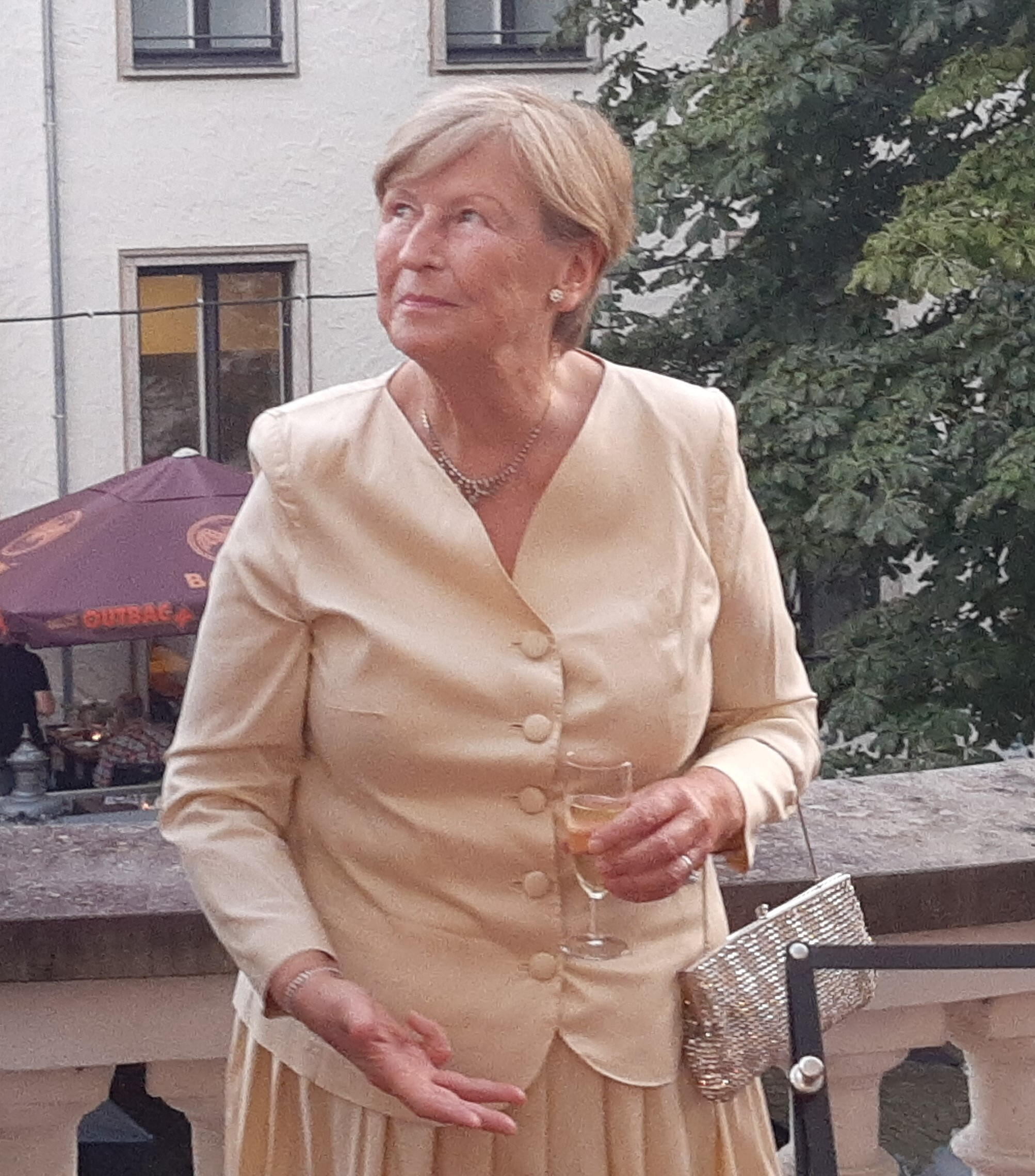
Jutta Hering-Winckler, 2023

Jutta Hanna Edith Hering-Winckler (* 21. November 1948 in Minden) ist eine deutsche Juristin und Vorsitzende des Richard-Wagner-Verbands Minden. Für ihr bürgerliches Engagement wurde sie mehrfach ausgezeichnet.

## Leben und Wirken
Hering-Winckler ist die Tochter des Verwaltungsbeamten und preußischen Landrats Norbert Hering. Sie führt seit 1977 in Minden eine Kanzlei als Rechtsanwältin und Notarin. Hering-Winckler ist Fachanwältin für Verwaltungsrecht.
Seit 1999 ist sie Vorsitzende des Richard-Wagner-Verbands Minden. Zum 90-jährigen Vereinsjubiläum wurde aufgrund ihrer Initiative und ihres persönlichen Engagements erstmals vom Richard-Wagner-Verband Minden in Eigenverantwortung am Stadttheater Minden in Zusammenarbeit mit der Nordwestdeutschen Philharmonie eine Oper, Wagners Der Fliegende Holländer, produziert und auf die Bühne gebracht. Es folgten die Opern Tannhäuser (2005; Regie: Keith Warner) und Lohengrin (2009). Für die Lohengrin-Inszenierung konnte Hering-Winckler als 1. Vorsitzende des Richard-Wagner-Verbandes Minden den Opernregisseur John Dew verpflichten. 2012, anlässlich des 100-jähriges Bestehen des Richard-Wagner-Verbandes Minden, wurde am Stadttheater Minden Wagners Oper Tristan und Isolde inszeniert. Hering-Wincklers Engagement als „unermüdliche Motivatorin“, die „Minden zur Wagner-Hauptstadt Nordrhein-Westfalens“ mache, wurde dabei erneut gewürdigt. Die Laudationes hielten Mindens Bürgermeister Michael Buhre und Regierungspräsidentin Marianne Thomann-Stahl. Die Wagner-Aufführungen in Minden finden seit 2005 auch überregionale Aufmerksamkeit.
Hering-Winckler ist Vorstandsmitglied der Philharmonischen Gesellschaft Ostwestfalen-Lippe.
Sie ist mit dem ehemaligen Landeskirchenamtspräsidenten Michael Winckler verheiratet und hat vier Kinder.

## Auszeichnungen
- 2005: Bürgerpreis der Stadt Minden[2]
- 2007: Verdienstkreuz am Bande der Bundesrepublik Deutschland[6]
- 2019: Ehrenring der Stadt Minden